# Microgramma tecta
Microgramma tecta là một loài thực vật có mạch trong họ Polypodiaceae. Loài này được (Kaulf.) Alston miêu tả khoa học đầu tiên năm 1958.